# Cratere Adriana
Adriana è un cratere d'impatto presente sulla superficie di Titania, il maggiore dei satelliti di Urano, a 20,1° di latitudine sud e 3,9° di longitudine est. Il suo diametro è di quasi 50 km.
Il cratere è stato battezzato dall'Unione Astronomica Internazionale con riferimento ad un personaggio dell'opera shakespeariana La commedia degli errori, Adriana, la moglie di Antifolo di Efeso.